# Kabuntalan
Kabuntalan is een gemeente in de Filipijnse provincie Maguindanao op het eiland Mindanao. Bij de laatste census in 2007 had de gemeente ruim 22 duizend inwoners.

## Geschiedenis
Op 30 december 2006 werden middels een volksraadpleging een wet goedgekeurd die 11 barangays uit deze gemeente afscheidde tot een nieuwe gemeente genaamd Northern Kabuntalan.

## Geografie

### Bestuurlijke indeling
Kabuntalan is onderverdeeld in de volgende 17 barangays:
| - Bagumbayan - Buterin - Dadtumog - Gambar - Ganta - Katidtuan - Langeban - Liong - Lower Taviran | - Maitong - Matilak - Pagalungan - Payan - Pedtad - Pened - Poblacion - Upper Taviran |

## Demografie
Kabuntalan had bij de census van 2007 een inwoneraantal van 22.363 mensen. Dit zijn -774 mensen (-3,3%) meer dan bij de vorige census van 2000. De gemiddelde jaarlijkse groei komt daarmee uit op -0,47%, hetgeen lager is dan het landelijk jaarlijks gemiddelde over deze periode (2,04%). Vergeleken met de census van 1995 is het aantal mensen met 2.954 (15,2%) toegenomen.

De bevolkingsdichtheid van Kabuntalan was ten tijde van de laatste census, met 22.363 inwoners op 371,08 km², 60,3 mensen per km².